# Angélina joli bato
Pour les articles homonymes, voir Angelina.
Angélina joli bato est un chant politique dédié à Victor Schœlcher. Chaque île des Antilles françaises a sa version.

## Origines
Bien qu'une source ne donne d'éléments probants concernant les origines du chant, il semblerait que ce dernier ait été composé et diffusé par les ouvriers originaires des Antilles et de la Guyane qui participèrent à la construction du Canal de Panama, dont les travaux s'étalèrent de 1880 à 1914.

## Paroles en français
| La montagne est verte, Schœlcher chéri (ter) La montagne est verte Schœlcher brille Comme une étoile à l'Orient Grâce à, grâce à Schœlcher Qui nous a porté l'abolition de l'esclavage Grâce à, grâce à Schœlcher Aujourd'hui la liberté qui nous est si chère Royoyoyo... Olé Angélina, joli bateau Angélina joli bateau Beau bâtiment qui est dans la rade Angélina a remporté la victoire (bis) Pour Victor Schœlcher jamais nos cœurs N'ont point changé Schœlcher brille Comme une étoile à l'horizon |

## Paroles en créole
Refrain :
| Roulé, roulé Roulé Angélina joli bato Angélina joli bato Bèl batiman ki annan rad-a Angélina wa poté laviktwar Couplet n° 1 Mouché Léonard koté ou achté Angélina Mouché Léonard koté ou achté bèl bato-a Mouché Léonard koté ou achté Angélina A Lans Mao, péyi " des amoureux " Refrain : Roulé, roulé Roulé Angélina joli bato Angélina joli bato Bèl batiman ki annan rad-a Angélina wa poté laviktwar Couplet n° 2: Lò mo rété wi mo gadé Angélina Lò mo rété mo admiré Angélina Lò mo rété mo aprésyé Angélina Mo sonjé Lans Mao péyi " des amoureux " Refrain : Roulé, roulé Roulé Angélina joli bato Angélina joli bato Bèl batiman ki annan rad-a Angélina wa poté laviktwar |

## Interprètes
La chanson est chantée par Magguy Faraux sous le titre La montagne est verte Schœlcher chéri (album "Comptines, Biguines et Chocolat", 2013, (ASIN B00ESX7P62)).
Une partie de la chanson, "Olé Angélina, joli bateau...", est reprise par :
- Le groupe Ka fé tan, sous le titre Angelina joli bateau , 2011 (BNF 42114401)
- Akiyo, sous le titre Sen Jan, 1992 (BNF 38218420)
- La Compagnie créole, sous le titre Blogodo, 1982 [1]